# HTL Andorf
HTL Innviertel-Nord Andorf ist eine Höhere Technische Lehranstalt in Andorf. Es wird die Ausbildung zum Werkstoffingenieur mit dem Schwerpunkt Kunststoff- und Umwelttechnik als fünfjährige, höhere Ausbildung, also mit Maturaabschluss angeboten.

## Chronik
Etwa 1987 entstand die Idee einer technischen Ausbildung im Bezirk Schärding. Von 2000 bis 2002 wurde ein Genehmigungsverfahren für die HTL Innviertel Nord in Andorf – Fachrichtung Werkstoffingenieurwesen mit dem Ausbildungsschwerpunkt Kunststoff- und Umwelttechnik von LSI DI Werner Tippelt und Reg.Rat Johannes Schrattenecker ausgewählt. Start der Schule war im Schuljahr 2002/03 mit einer ersten Klasse von 32 Schülern und Bezug der alten Volksschule in Andorf. In der Berufsschule in Schärding und in der landwirtschaftlichen Fachschule in Otterbach wird der größte Teil des Werkstättenunterrichts durchgeführt. In den Folgejahren wird die Schule jedes Jahr erweitert. 2017 wurde der Name in „Andorf Technology School“ geändert; 
2018 soll die Schule um einen weiteren Zweig mit dem Schwerpunkt Produktdesign erweitert werden.

## Ausbildung
- es besteht einerseits ein Naheverhältnis zum Maschinenbau und andererseits aufgrund des Ausbildungsschwerpunktes Kunststoff- und Umwelttechnik zur Chemie
- fundierte allgemeine Ingenieurausbildung
- theoretische und praktische Grundlagen (Behandlung, Konstruktion und Anwendung) der Werkstoffe von den Metallen, über Holz und keramische Stoffe, bis hin zu Kunst- und Verbundstoffen
- Fremdsprachenkenntnisse für den internationalen Geschäftsverkehr
- Projektmanagement, Teamfähigkeit und Führungsqualitäten werden anhand von Projekt- bzw. Diplomarbeiten vorzugsweise mit Firmen praxisnah trainiert
- ab dem dritten Ausbildungsjahr Schwerpunkte in Kunststoff-, Verbund- und Umwelttechnik